# Biserica de lemn Sf. Arhangheli din Cuștelnic

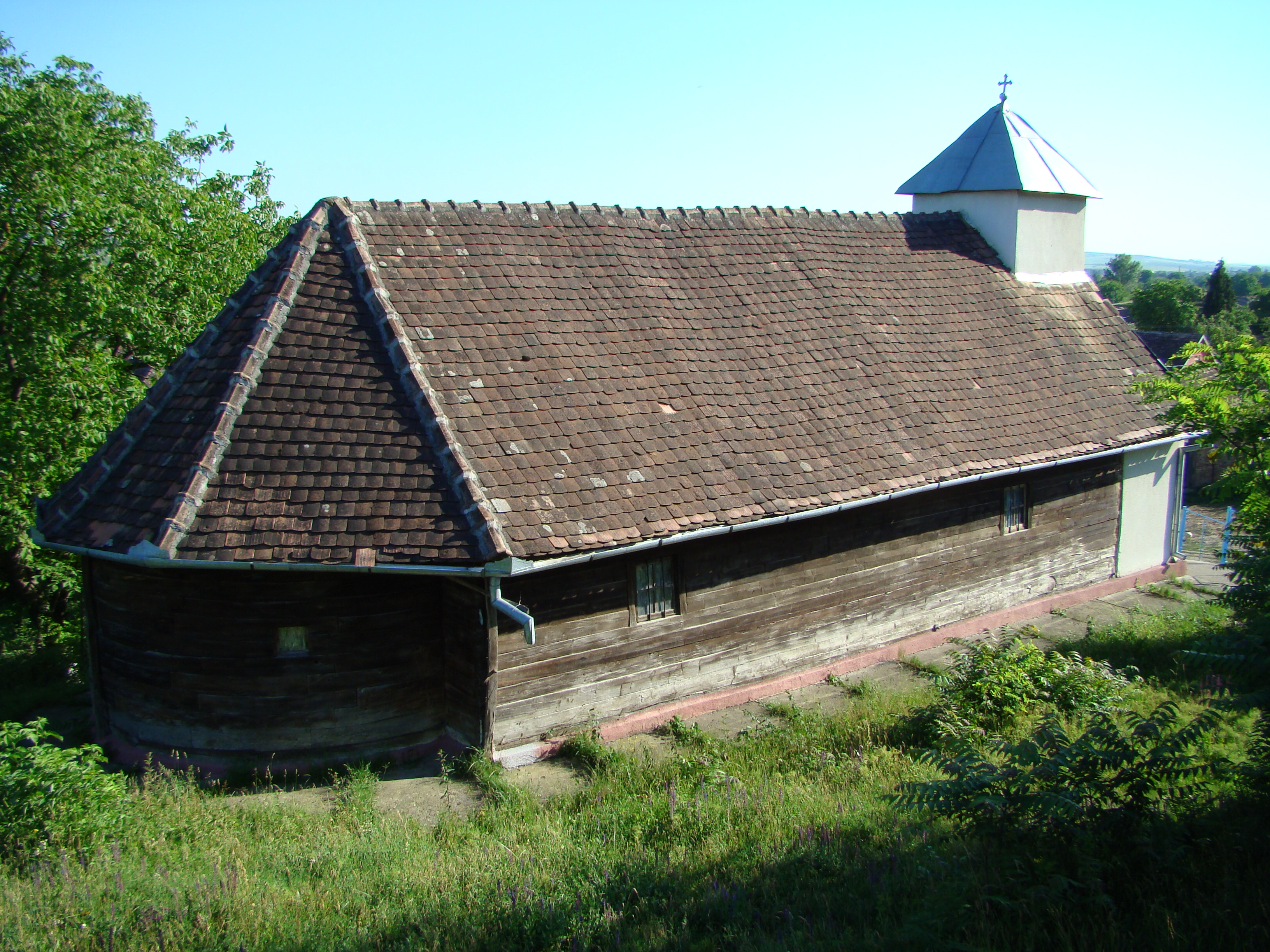
Biserica de lemn greco-catolică din Cuștelnic, oraș Târnăveni, județul Mureș, foto: iunie 2009.

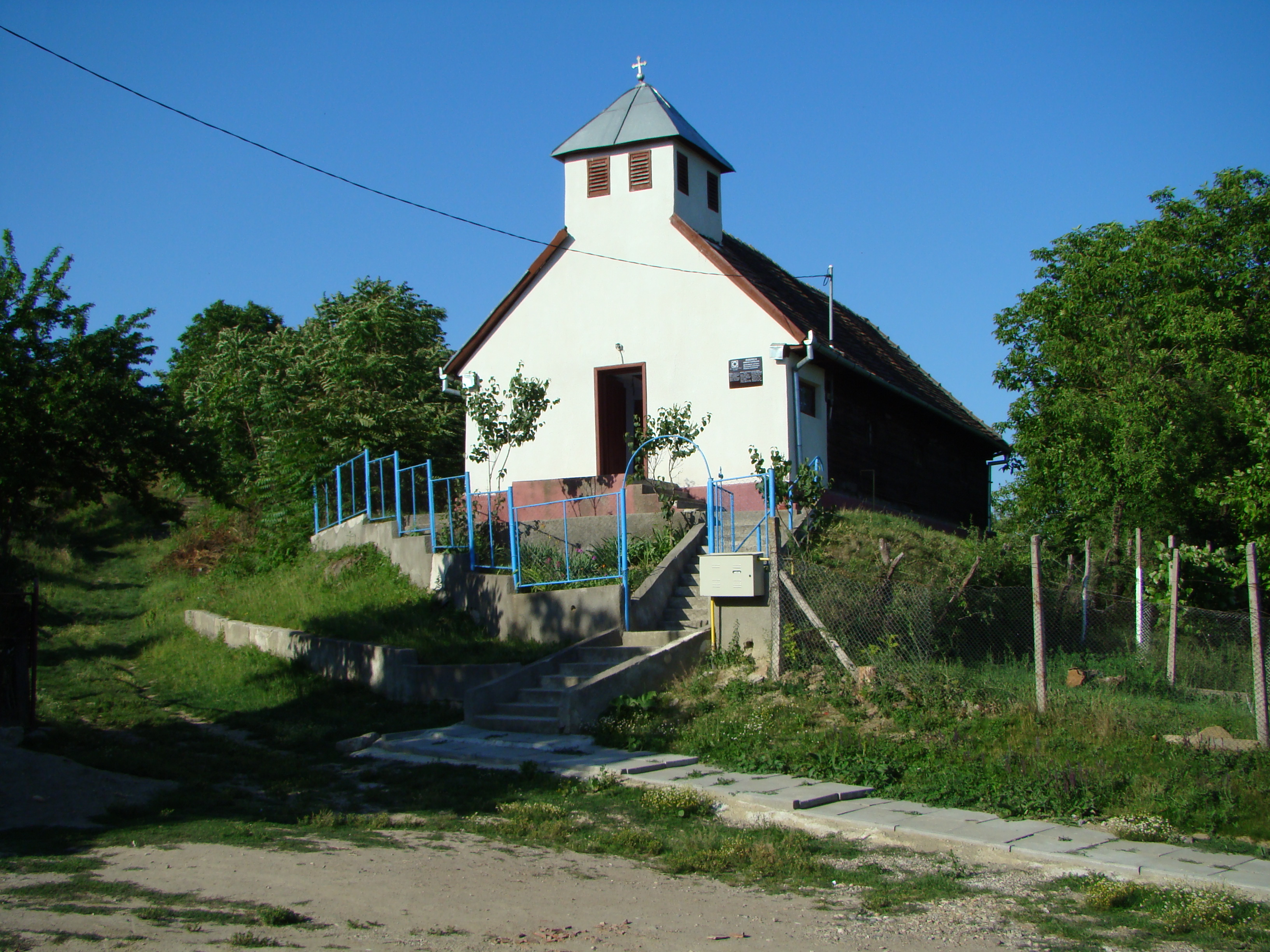

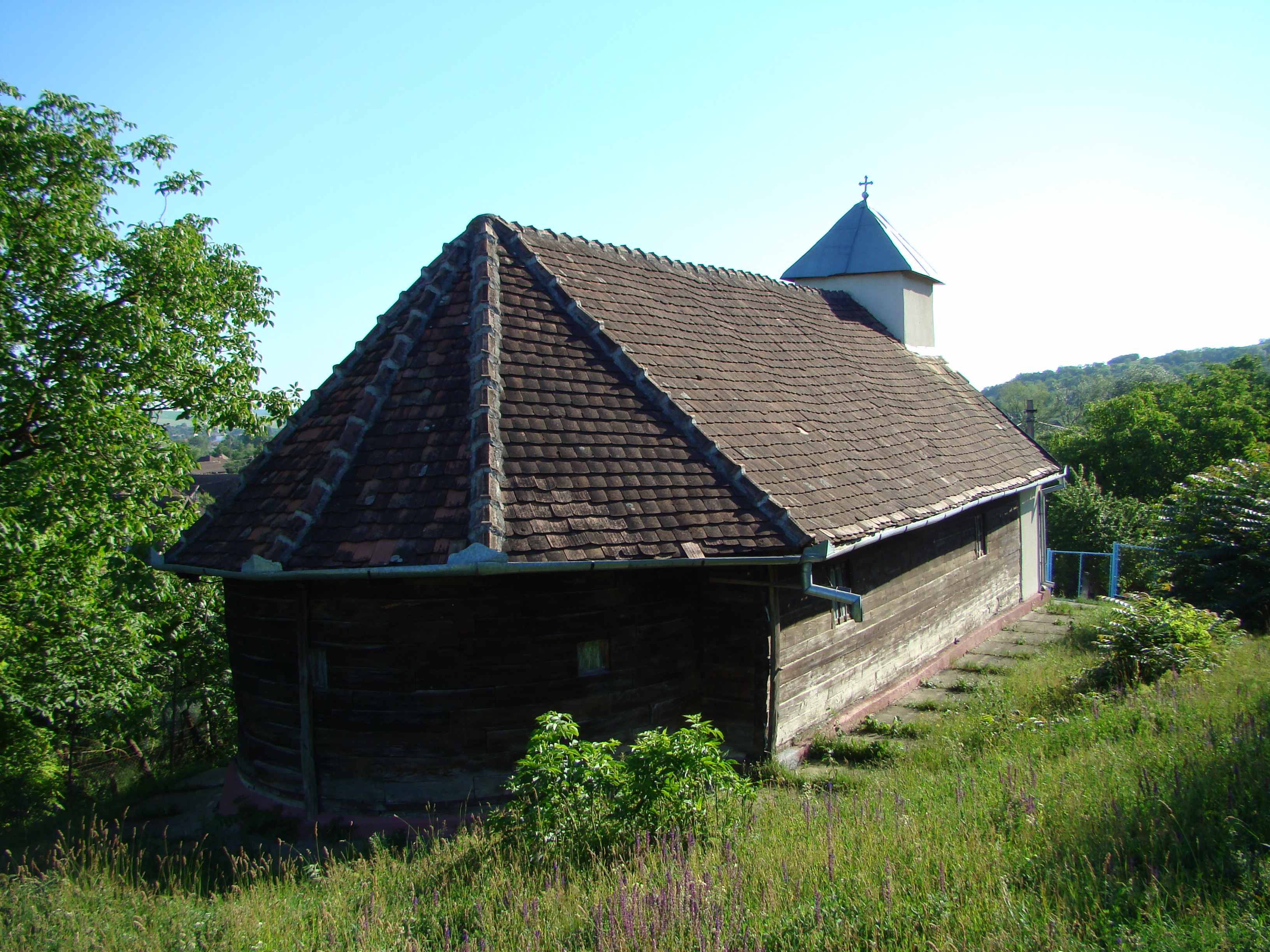

Biserica de lemn greco-catolică din Cuștelnic, oraș Târnăveni, județul Mureș a fost ridicată în secolul al XVIII-lea. Are hramul ”Arhanghelul Mihail”. Este un edificiu de un tip rar întâlnit în Transilvania. Nava de formă dreptunghiulară, care circumscrie pronaosului și naosului, absida estică semicirculară și decroșată.

## Istoric și trăsături
Printr-o fericită împrejurare, satul Cuștelnic este păstrătorul a două monumente, din vremuri diferite, excepționale exemplare de artă populară, și anume: biserica ortodoxă de sub hramul „Sfântul Nicolae”  și biserica greco-catolică ce poartă hramul „Arhanghelul Mihail”.
La 1461 Cuștelnicul, împreună cu alte 220 sate românești impuse cu darea oilor visteriei regale (quinquagesima ovium), este amintit într-o listă ca „census quinquagesimalis Chidethelke”, iar conscripțiile din secolele XVIII și XIX îl prezintă pe confesiunile ortodoxă și greco-catolică a românilor, cu toate fluctuațiile datorate mișcărilor religioase din această perioadă. 
Conscripția lui Inocențiu Micu-Klein din anul 1733 îl menționează pe preotului greco-catolic Dumitru. După moartea acestuia se pare că o parte a locuitorilor a abandonat unirea cu Biserica Romei. Potrivit Șematismului din 1900 localitatea a redevenit integral unită în anul 1823.
Asemenea legendelor întemeierii altor lăcașuri de lemn din Transilvania, biserica din Cuștelnic, sau „biserica de jos”, cum mai este denumită de localnici, a fost adusă de la Bord, în prezent sat component al comunei Cucerdea. Este amplasată în cimitirul de pe dealul ce mărginește la nord localitatea, puțin mai jos de biserica de lemn ortodoxă. Mărturii scrise despre biserică sunt foarte puține, deci ne orientăm spre alte surse care să ne ajute la determinarea vechimii acesteia. Inscripția de pe peretele de vest al pronaosului, ce indică anul 1891, este considerată de Șematismul din 1900 ca anul construirii bisericii, însă tipologia acesteia, precum și unele elemente componente îi devansează ctitoria cel târziu la mijlocul secolului al XVIII-lea. Anul 1891 reprezintă probabil aducerea bisericii de la Bord și reconstruirea ei pe actualul amplasament, dacă nu cumva data realizării extinderii de pe latura de vest, ce cuprinde pridvorul închis și turnul-clopotniță deasupra.
Biserica aparține unui tip destul de rar întâlnit în Transilvania, având o navă dreptunghiulară care circumscrie pronaosul și naosul, la est având absida, decroșată, semicirculară, cum mai întâlnim la bisericile din zonă, de la Abuș și Cerghizel. Dimensiunile bisericii sunt moderate, nava cu o lungime de 11,49 m și lățimea de 6,15 m, care cuprinde pronaosul și naosul, având înălțimea exterioară a pereților de 2,0 m. Decroșul absidei este de 52 cm. la sud și 65 cm. la nord, deschiderea în dreptul iconostasului este de 4,98 m, iar semicercul în lungime de 8,10 m. Coama acoperișului navei se află la o înălțime de 5,80 m,iar a turnului-clopotniță la 7,30 m.
Interiorul bisericii este compartimentat prin cei doi pereți divizori frecvent întâlniți: primezul dintre pronaos și naos și iconostasul, aflat pe aliniamentul de est al navei, care prin cele trei deschizături comunică cu altarul absidei. Interiorul spațiului este acoperit de o boltă unică semicilindrică, care spre vest are timpanul, păstrând încă unele fragmente din picture anteriorului edificiu. Bolta absidei, de aceeași formă, este retrasă de la nivelul pereților. Toate aceste elemente fac dovada realizării bisericii în secolul al XVIII-lea.
Liniatura bârnelor este întreruptă doar de ferestrele în mărime de 60 x 66 cm, trei fiind situate pe latura sudică a navei și două pe latura nordică, iar alte trei ferestre de câte 34 x 30 cm. la absidă. În totalitatea lor, ferestrele sunt marcate de montanți fără să conțină decorații sculpturale. Intrarea se află pe axa longitudinală a peretelui de vest al pridvorului.
Într-o perioadă ulterioară, fără să o putem stabili concret, la capătul de vest al pronaosului este realizat pridvorul, cu o lungime de 6,15 m și o lățime de 1,96 m, deasupra purtând turnul-clopotniță, ai cărui stâlpi de susținere sunt independenți de spațiul în care se află. Cu ocazia altor lucrări de reparație, probabil concomitent cu cele de le biserica de lemn alăturată, printr-o proastă inspirație, vechea învelitoare din șiță a fost înlocuită cu țiglă, necesitând întărirea pereților absidei cu stâlpi de susținere. În anii 1995-2000, pridvorul cât și turnul-clopotniță sunt reconstruiți cu zidărie de cărămidă, lucrare care a afectat și mai mult valoarea arhitecturală a monumentului, denaturându-i aspectul general.

## Imagini

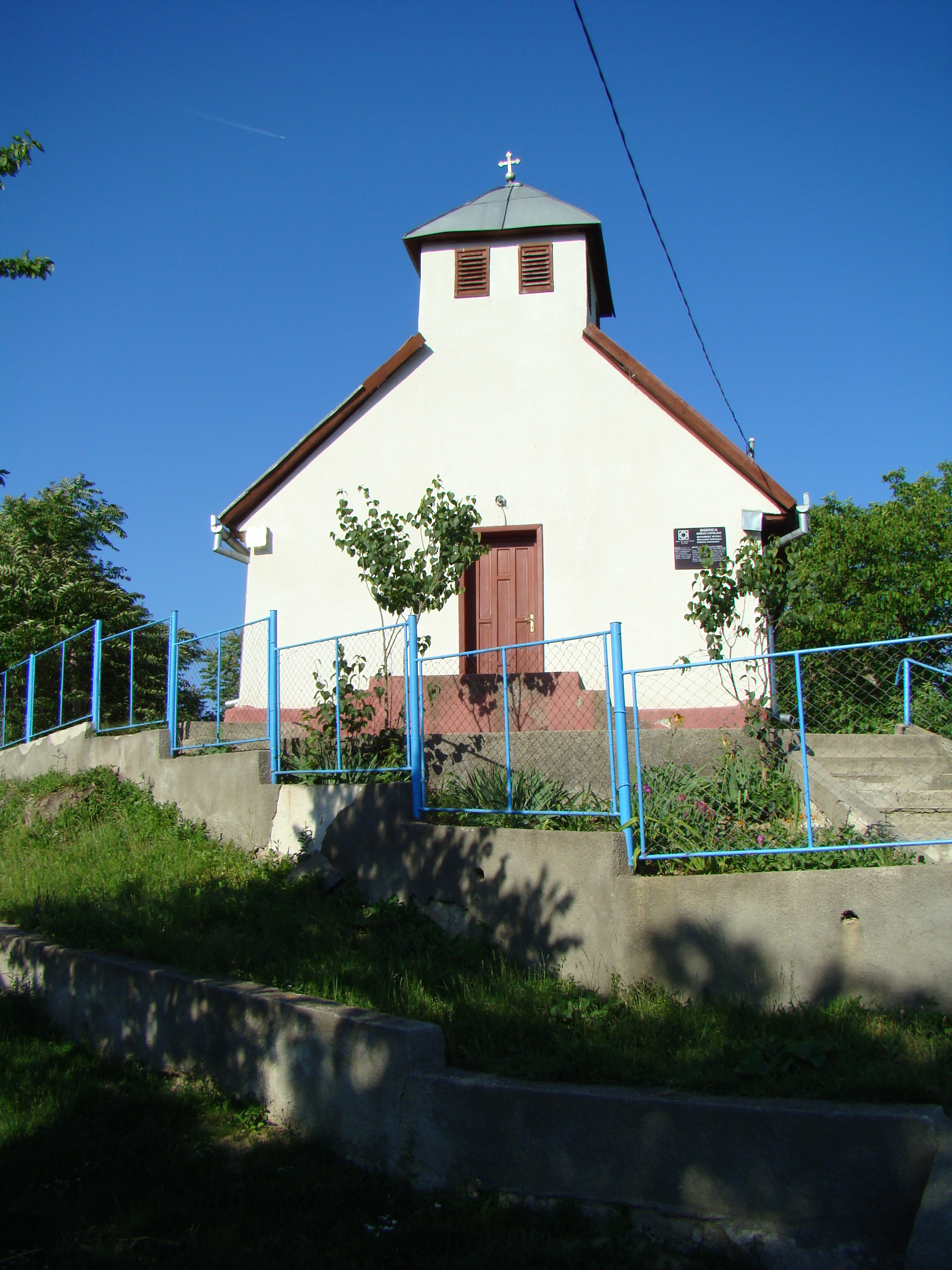
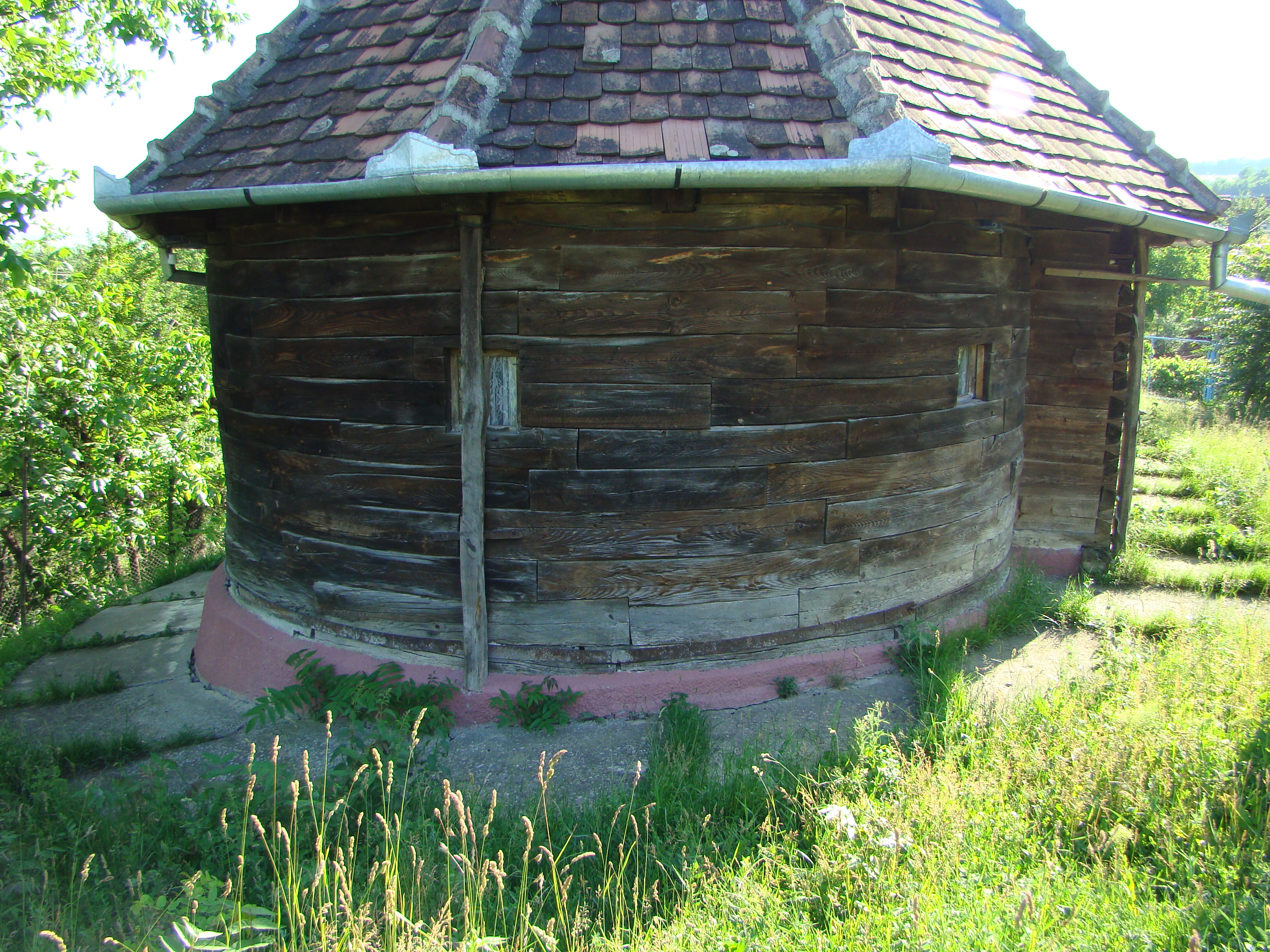
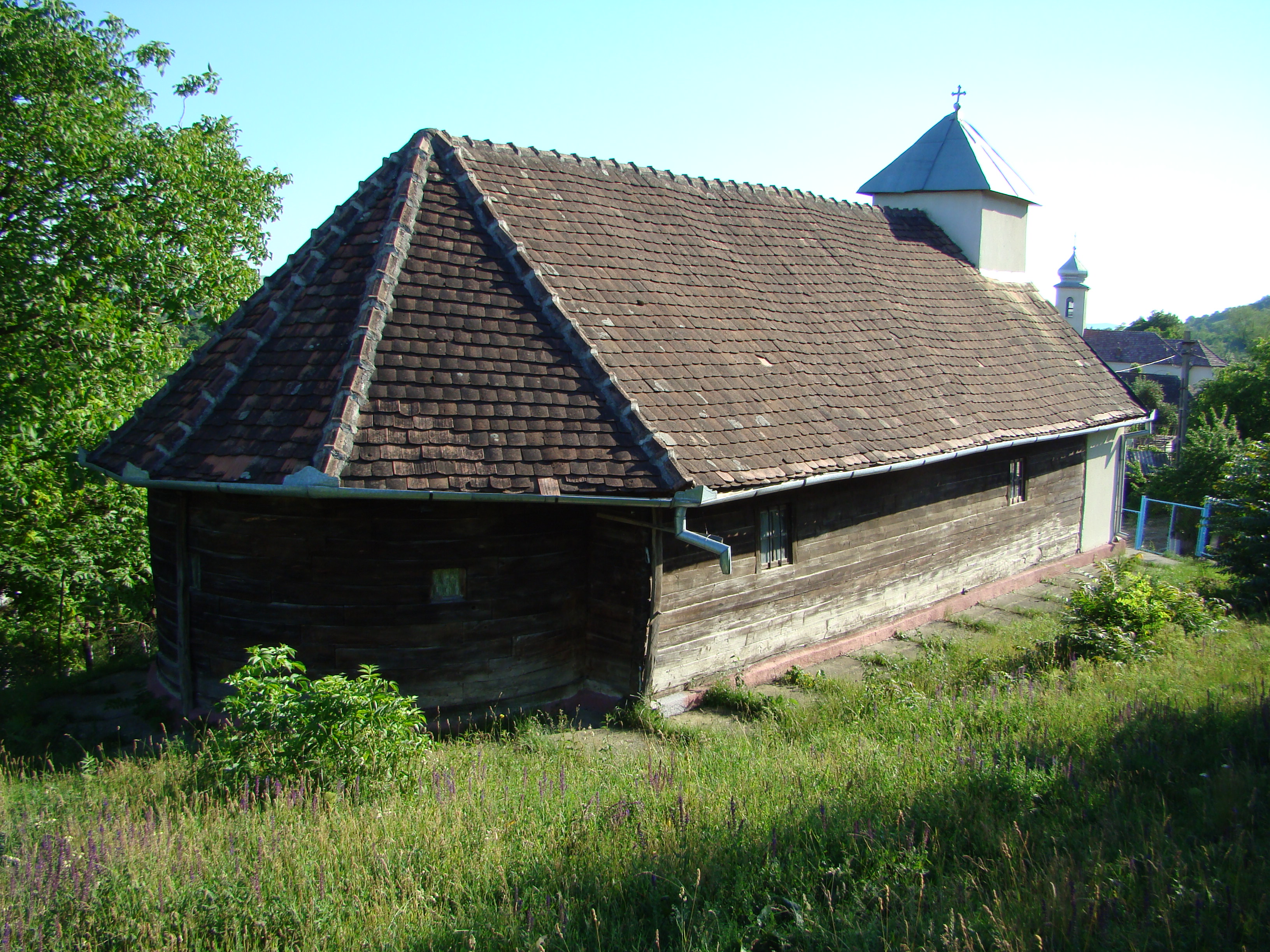
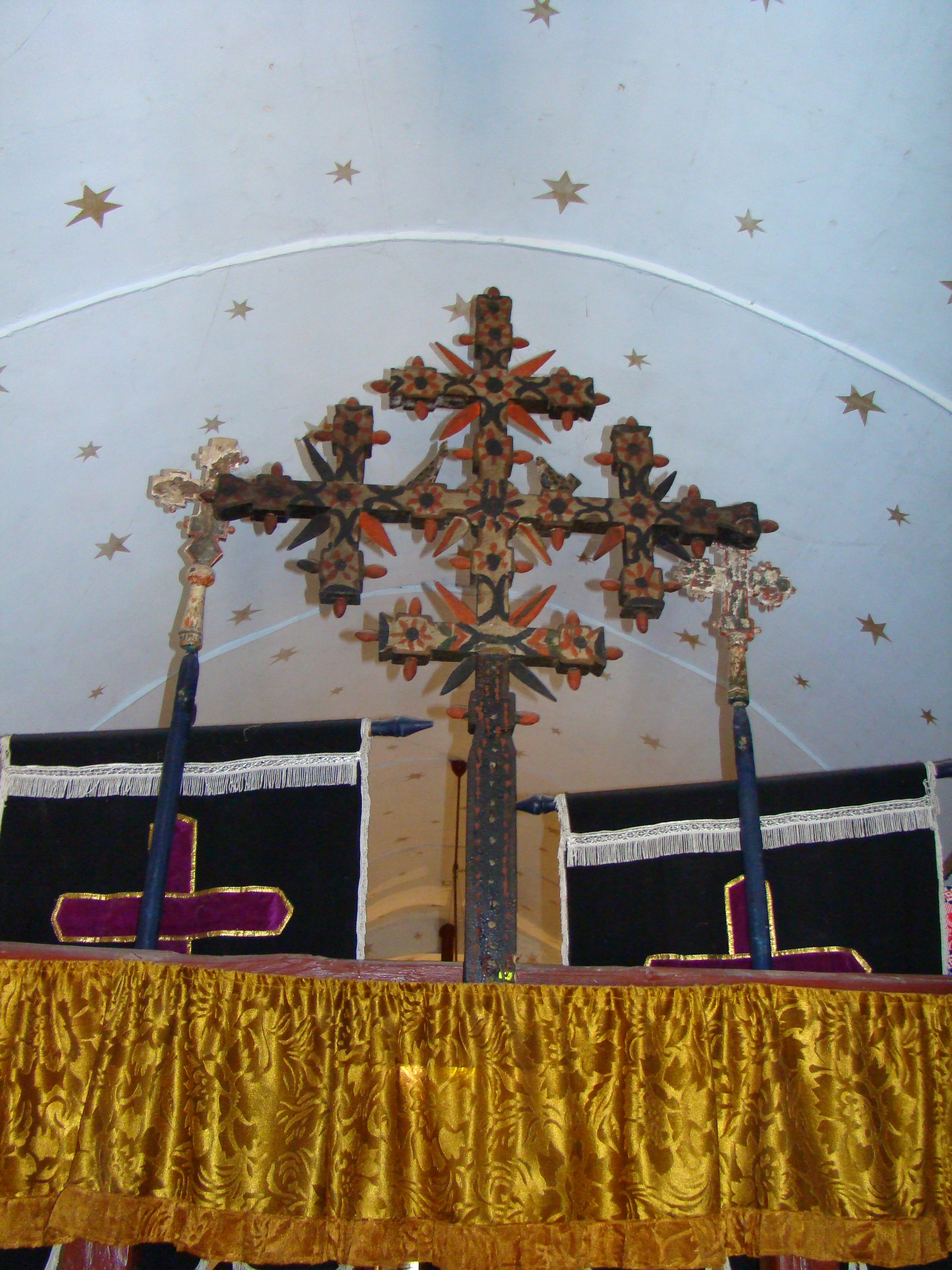